# Joseph-Marion Léandre
Joseph-Marion Léandre, né le 9 mai 1945 en Haïti, est un footballeur international haïtien, qui évoluait au poste de milieu de terrain.
Son frère cadet, Fritz, était également footballeur.

## Biographie

### Carrière en club
Il joue en faveur du Racing Club Haïtien.

### Carrière en équipe nationale
Avec l'équipe d'Haïti, il joue 6 matchs dans les compétitions organisées par la FIFA, sans inscrire de but, entre 1973 et 1976. 
Il figure dans le groupe des sélectionnés lors de la Coupe du monde de 1974. Lors du mondial organisé en Allemagne, il ne joue qu'un seul match, contre l'Argentine.